# Пайн-Айленд (тауншип, Миннесота)
Пайн-Айленд (англ. Pine Island) — тауншип в округе Гудхью, Миннесота, США. На 2000 год его население составило 628 человек.

## География
По данным Бюро переписи населения США площадь тауншипа составляет 84,8 км², из которых 84,8 км² занимает суша, a вода составляет 0,03 %.

## Демография
По данным переписи населения 2000 года здесь находились 628 человек, 215 домохозяйств и 176 семей.  Плотность населения —  7,4 чел./км².  На территории тауншипа расположена 221 постройка со средней плотностью 2,6 построек на один квадратный километр.
Из 215 домохозяйств в 35,3 % воспитывались дети до 18 лет, в 73,5 % проживали супружеские пары, в 2,8 % проживали незамужние женщины и в 18,1 % домохозяйств проживали несемейные люди. 14,9 % домохозяйств состояли из одного человека, при том 6,5 % из — одиноких пожилых людей старше 65 лет. Средний размер домохозяйства — 2,92, а семьи — 3,24 человека.
28,2 % населения — младше 18 лет, 8,0 % — в возрасте от 18 до 24 лет, 25,6 % — от 25 до 44, 29,1 % — от 45 до 64, и 9,1 % — старше 65 лет. Средний возраст — 38 лет. На каждые 100 женщин приходилось 125,1 мужчин.  На каждые 100 женщин старше 18 приходилось 113,7 мужчин.
Средний годовой доход домохозяйства составлял 59 063 доллара, а средний годовой доход семьи —  61 964 доллара. Средний доход мужчин —  32 120  долларов, в то время как у женщин — 24 375. Доход на душу населения составил 22 193 доллара. За чертой бедности находились 1,1 % семей и 3,2 % всего населения тауншипа, из которых 3,7 % младше 18 и 6,8 % старше 65 лет.